# Фантини (Ровиго)
Фантини је насеље у Италији у округу Ровиго, региону Венето.
Према процени из 2011. у насељу је живело 23 становника. Насеље се налази на надморској висини од 7 м.